# Thijs van Tent Beking
Thijs van Tent Beking (* 9. Dezember 1984 in Silvolde) ist ein niederländischer Fußballspieler.

## Karriere
van Tent Beking begann seine Karriere beim VV Terborg und wechselte 2005 zu VBV De Graafschap Doetinchem. Hier kam der Stürmer zu fünf Einsätzen in der Eredivisie und wechselte nach dem Ende der Saison 2006/07 gemeinsam mit seinem Teamkollegen Joey Massop zum deutschen Verbandsligisten 1. FC Bocholt.
Nach einem Jahr wechselte van Tent Beking vom 1. FC Bocholt zurück in seine niederländische Heimat zu VV DOVO. Nach drei Spielzeiten für VV DOVO Veenendaal gab er am 11. April 2011 seinen Wechsel zu GVVV bekannt. Im Dezember 2011 verhalf van Tent Beking seinem Verein zum Einzug ins Viertelfinale des KNVB-Pokals, als er im Elfmeterschießen gegen Sparta Rotterdam den entscheidenden Strafstoß verwandelte.
Mittlerweile ist er Trainer bei seinem Heimatverein VV Terborg.